# Domus Augustana

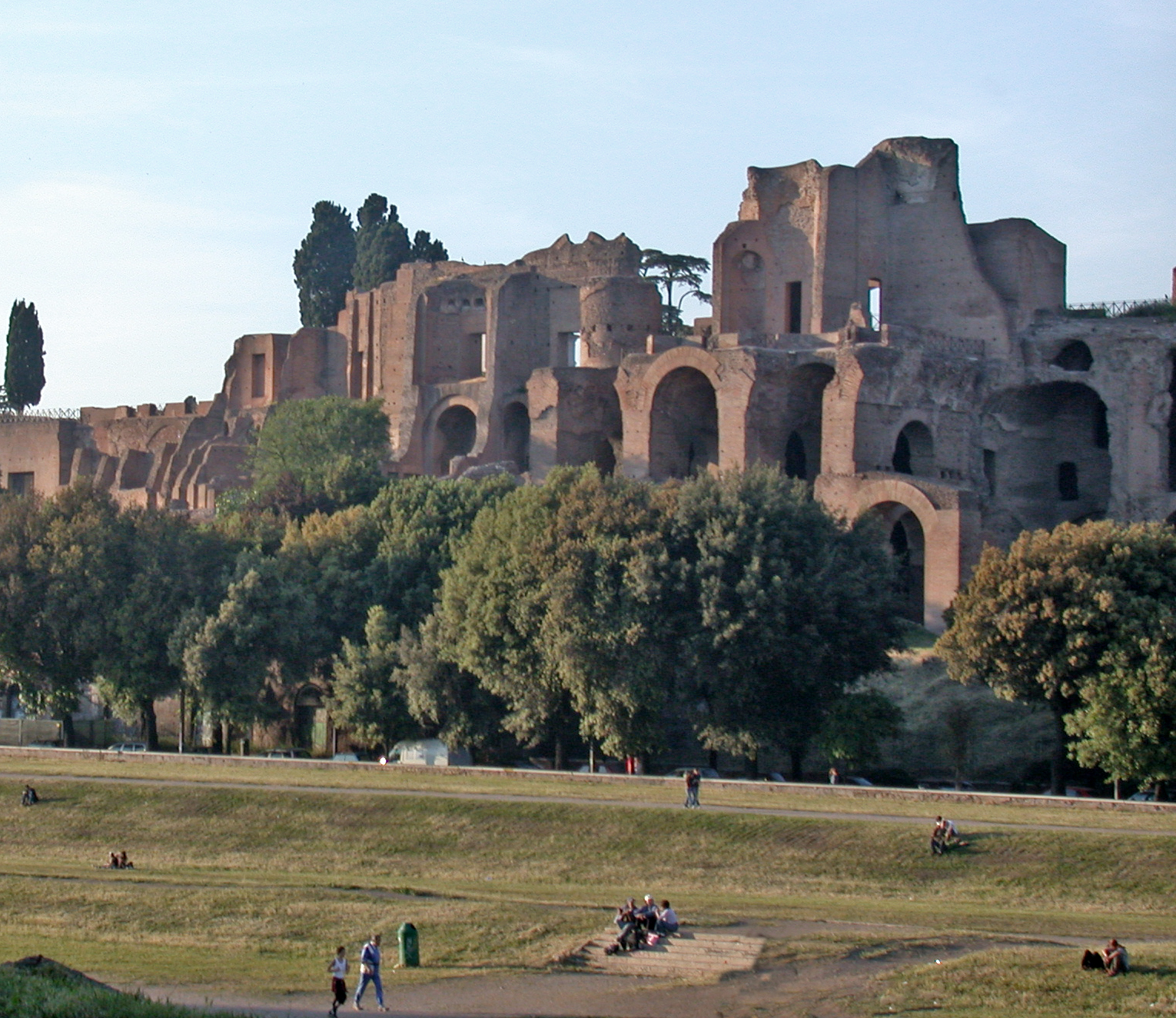
Ruinerna av Domus Augustana på Palatinen med Circus Maximus i förgrunden.

Domus Augustana (eller Augustiana) var ett kejserligt palats på Palatinen i Rom. Det påbörjades av kejsar Augustus och tillbyggdes av kejsar Domitianus och var den privata delen av Domitianus palats.